# علم البيئة الكيميائية
علم البيئة الكيميائي هو دراسة التفاعلات الكيميائية بين الكائنات الحية، وتأثيرات تلك التفاعلات في التركيبة السكانية، والسلوك، تطور الكائنات الحية المعنية. فهو مجال واسع ومتعدد التخصصات. يسعى علماء البيئة الكيميائية إلى تحديد الجزيئات المحددة، أي المواد الكيميائية وشبه الكيميائية التي تعمل بوصفها إشارات تتوسط عمليات المجتمع أو النظام البيئي وفهم تطور هذه الإشارات. المواد التي تعمل في مثل هذه الأدوار عادةً ما تكون جزيئات عضوية صغيرة سهلة الإنتشار، وقد تشمل أيضًا جزيئات أكبر وببتيدات صغيرة.
في الممارسة العملية، تعتمد البيئة الكيميائية كثيرًا على تقنيات الكروماتوغرافيا، مثل كروماتوغرافيا الطبقة الرقيقة، والكروماتوغرافيا السائلة عالية الأداء، واللوني الغازي، لعزل وتحديد المستقلبات النشطة بيولوجيًا. لتحديد الجزيئات ذات النشاط المطلوب، غالبًا ما يستخدم علماء البيئة الكيميائية التجزيء الموجه بالقياس الحيوي. اليوم، يدمج علماء البيئة الكيميائية أيضًا التقنيات الجينية والجينومية لفهم مسارات التخليق الحيوي والإشارة الكامنة وراء التفاعلات التي تتم بوساطة كيميائية.

## علم البيئة الكيميائية النباتية
تركز البيئة الكيميائية النباتية على دور الإشارات الكيميائية في التوسط في تفاعلات النباتات مع بيئتها الحيوية، مثلًا، الكائنات الحية الدقيقة والحشرات النباتية والملقحات.

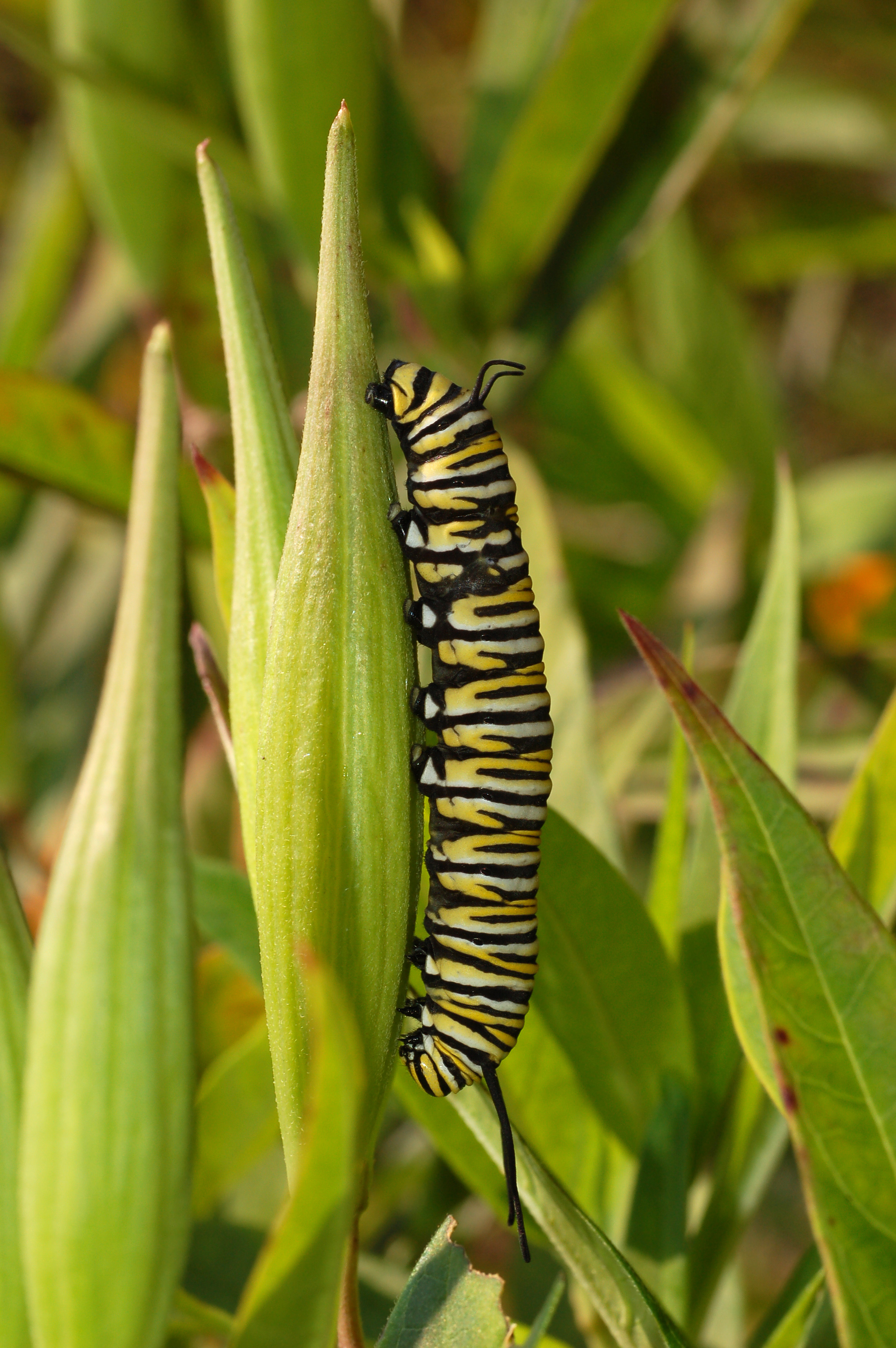
كاتربيلر فراشة العاهل على نبات الصقلاب.

### تفاعلات الحشرات النباتية
تعد البيئة الكيميائية للتفاعل بين النبات والحشرات حقلًا فرعيًا مهمًا في علم البيئة الكيميائية. غالبًا ما تشارك النباتات والحشرات في سباق التسلح التطوري الكيميائي. نظرًا إلى أن النباتات تطور دفاعات كيميائية ضد الحيوانات العاشبة، فإن الحشرات التي تتغذى عليها تطور مناعة ضد هذه السموم، وفي بعض الحالات، تعيد استخدام هذه السموم للدفاع الكيميائي الخاص بها ضد الحيوانات المفترسة. واحد من أشهر الأمثلة على ذلك الفراشة الملكية، التي تتغذى على نبات الصقلاب. يحتوي عشب اللبن على سموم الكاردينوليد، لكن يرقات الفراشة الملكية تطورت لتظل غير متأثرة بالسم. بل تحبس السموم في أثناء مرحلة اليرقات ويبقى السم في البالغات، ما يجعله غير مستساغ للحيوانات المفترسة. توجد العديد من الأمثلة الأخرى على ذلك، متضمنةً يرقات دودة التبغ التي تنشط في عزل النيكوتين الموجود في نبات التبغ، وعثة البيلا، التي تفرز رغوة تحتوي على الكينون من رأسها عندما يهددها حيوان مفترس محتمل تحصل عليه من التغذية على أنواع مثل اليرقات.
يختص أيضا علم البيئة الكيميائية النباتية بدراسة التفاعلات الكيميائية، التي تشارك في دفاعات غير مباشرة من النباتات، مثل جذب الحيوانات المفترسة والطفيليات من خلال ما ينتج من المركبات العضوية المتطايرة.

### تفاعلات الميكروبات النباتية
تتوسط هذا العلم أيضًا تفاعلات النبات مع الكائنات الحية الدقيقة. تحشد النباتات الدفاعات الكيميائية لمقاومة غزو مسببات الأمراض. الإشارات الكيميائية مهمة أيضًا في إنشاء وصيانة تبادل الموارد. مثلًا، يستجيب كل من الجذور والفطريات للإشارات الكيميائية، مثل مركبات الفلافونويد المنبثقة من جذور النبات، للعثور على مضيف مناسب.

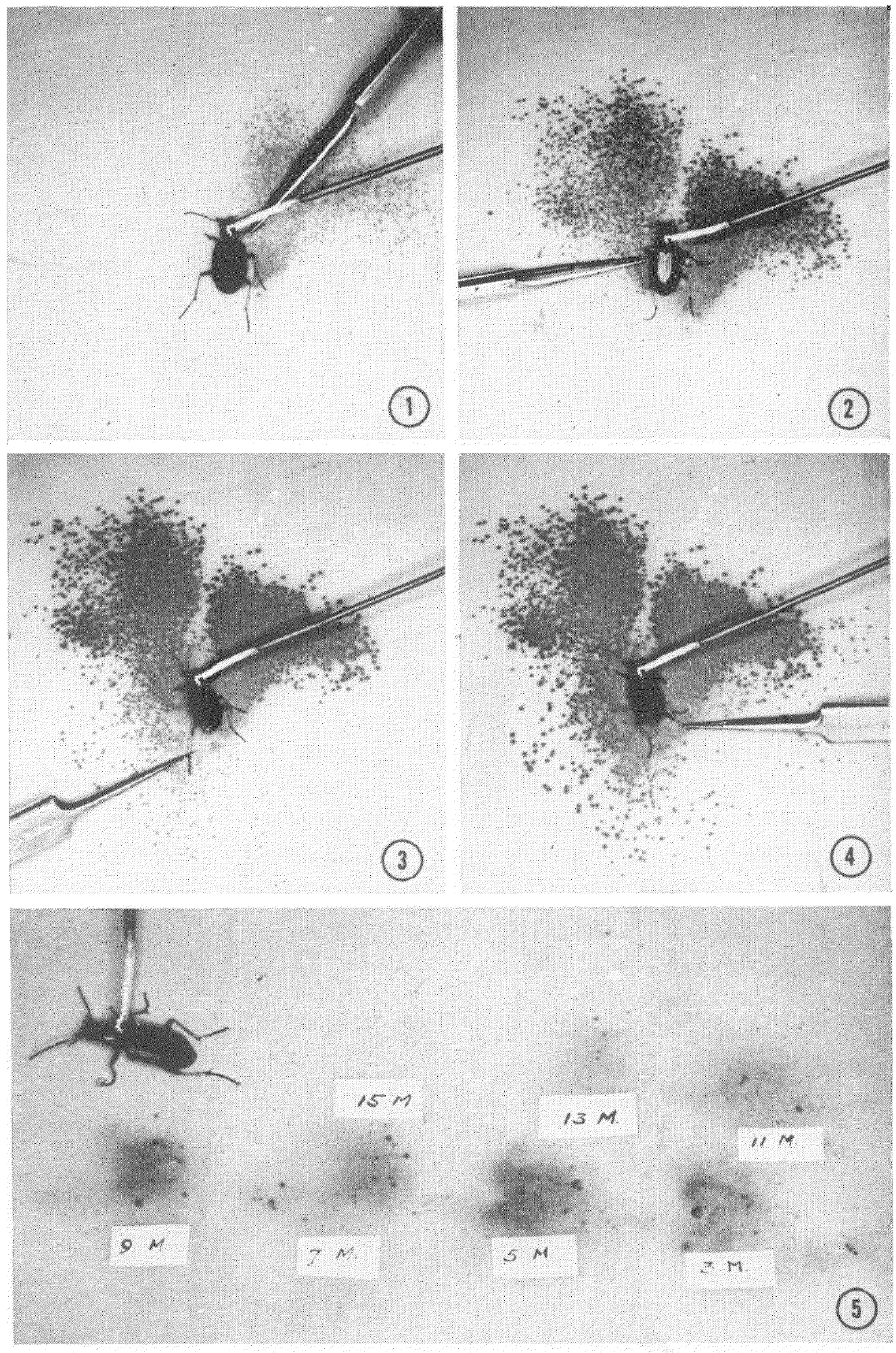
سلسلة من دراسة أجراها آيزنر وزملاؤه يحققون في الرش الدفاعي في خنافس بومباردييه. يتم معالجة الورق بشكل خاص ليكون له تفاعل لوني مع الرذاذ، والذي يكون نقيًا في العادة.

لكي تتمكن الميكروبات من الوصول إلى النبات، يجب أن تستطيع اختراق طبقة الشمع التي تشكل حاجزًا عازلًا للماء على سطح النبات. العديد من الميكروبات المسببة للأمراض النباتية تفرز الإنزيمات التي تكسر هذه الشموع الجلدية. قد تُمنح الميكروبات المتبادلة حق الوصول. مثل تكوين الجذور خيط عدوى في النباتات المستقبلة. لاحقًا قد تنتقل الميكروبات الجذرية عبر خيط العدوى لبلوغ الخلايا الجذرية.
قد تفيد الفطريات والنباتات الداخلية الأخرى أيضًا النباتات المضيفة بإنتاج المضادات الحيوية أو النواتج الثانوية الأخرى التي تمنع الفطريات الضارة والبكتيريا والحيوانات من العيش في التربة. يمكن بعض الفطريات الممرضة للحشرات أيضًا تكوين علاقات داخلية مع النباتات وقد تنقل النيتروجين مباشرة إلى النباتات من الحشرات التي تستهلكها في التربة المحيطة.